# 群馬県立榛名高等学校
群馬県立榛名高等学校（ぐんまけんりつ はるなこうとうがっこう）は、群馬県高崎市にある県立高等学校。学科は普通科のみ。

## 沿革
- 1940年 - 室田高等実践女学校として設立
- 1948年 - 学制改革により群馬県立室田高等学校となる
- 1955年 - 群馬県立榛名高等学校と改称

## 学科
- 普通科

## 著名な出身者
- 中村次郎（元日本気象協会。NHKで長らく気象キャスターを務めた）
- 清水祥之（スピードスケート選手。1988年カルガリーオリンピック日本代表）
- 安達了一（元プロ野球選手。オリックス・バファローズ所属）
- 大河原宗平（元群馬県警察警部補）